# Aurelio Brandolini
Aurelio Brandolini detto Lippo (Firenze, 1454 circa – Roma, 1497) è stato un umanista, religioso e letterato italiano.

## Biografia
Per una patologia congenita, ebbe gravi problemi alla vista, sin da giovanissimo. Il fratello minore, Raffaele, fu scrittore e professore di retorica .
Studiò lettere a Firenze, poi passò ad insegnarle in Ungheria, a Buda e Strigonia, chiamato dal re Mattia Corvino. Dopo la morte del re tornò a Firenze ed entrò nell'ordine agostiniano in Santo Spirito. Rimase famoso per la sua straordinaria abilità nel comporre e recitare a braccio poesie in latino. 

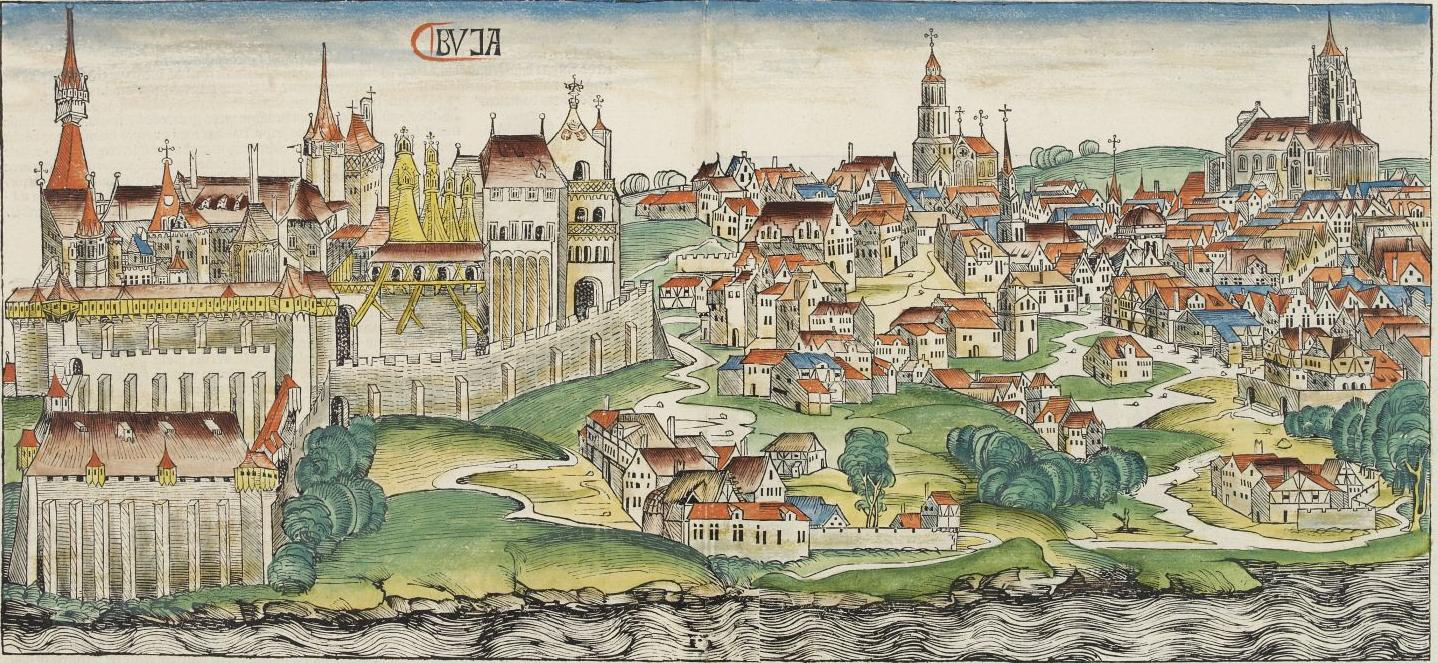
La città di Buda in una illustrazione del Chronicle di Norimberga

## Opere
- Oratio de virtutibus domini nostri Jesu Christi. Romae: ex typographia D. Basae, 1596
- F. Aurelii Brandolini Augustiniani cognomento Lippi De ratione scribendi libri tres, in quibus vir ille doctissimus plura etiam, quae a veteribus de arte dicendi tradita sunt...Accessit eiusdem Lippi Oratio laudatissima de Passione Domini.... [Basle]: Per Ioan. Oporinum, et haeredes Ioan Heruagij, 1565. Londini: Apud Henricum Middletonum, 1573
- Lippi Brandolini De humanae vitae conditione, et toleranda corporis aegritudine: ...dialogus. Adiecimus alterae huic editioni. De exilaratione animi, in mortis angore Aymari Falconei Thautani dialogum, opuscolum ... Basle: R. Winter, 1543. Parisiis: apud Federicum Morellum ..., 1562
- Oratio pro Antonio Lauredano oratore Veneto ad principem et senatum Venetum.